# 洛阳院校列表
洛阳院校列表主要罗列了洛阳的高等教育和中等教育的学校。

## 大学
- 河南科技大學前身為原洛陽工學院。由洛陽工學院、洛陽農專和洛陽醫專等高等院校合併而成的河南省綜合性大學。
- 中国人民解放軍外國語學院是歷史悠久久負盛名的高級外語人才培養基地。
- 洛阳师范学院前身為原洛陽師專，優秀教師培養基地。
- 洛陽理工學院由洛陽大學和洛陽工業高等專科學校合併而成，2006年教育部批准的本科院校。
- 河南中医学院针灸推拿按摩职业学院由河南中医学院和洛阳针灸推拿按摩职业学校合作而办的高等职业学院。
- 河南科技大学林业职业学院由河南科技大学和河南省林业学校合作而办的高等职业学院。
- 中国民航飞行学院洛阳分院是专门从事中国民航飞行人才培养、被誉为中国“民航飞行员摇篮”的中国民航飞行学院下属的一个飞行分院。

## 中學

### 普通中學
- 洛陽第一高級中學建校于1904年，被时任北大校长的胡适圈为全国二十个最好的中学之一，1959年被河南省政府定为首批“省级重点高中”。
- 洛陽市第二中學，高級中學。
- 洛陽市第三中學，河南省示範性高中。
- 偃師高中河南省首批省級重點中學，首批河南省示範性高中，于1928年建校，素有豫西清華園之稱。于2008年10月举行建校80年校庆。
- 洛陽市拖一高首批河南省示範性高中。
- 洛陽市理工學院附屬中學，原洛陽市軸一中，首批河南省示範性高中。
- 孟津縣第一高級中學孟津縣重點中學，首批河南省示範性高中。
- 新安縣第一高級中學新安縣的重點中學，洛陽市重點中學。
- 洛阳市第八中學河南省示範性高中，初中，高中。
- 洛陽市第五十五中学原洛阳市零一四中心子弟学校，初中。
- 洛阳外国语学校，又名洛陽市第十三中學，初中，高中。
- 洛陽市第五中學，初中。
- 洛陽市第十九中學，洛陽市示範性高中
- 洛陽市第二實驗中學，洛陽市示範性高中。
- 洛陽市第五十八中學，初中，高中。
- 洛陽市第二十七中學，初中。
- 洛陽市第三十三中學，初中。
- 洛陽市實驗中學，又名洛陽市第三十九中學，初中。
- 洛陽市第十二中學，初中，高中。洛阳市示范性高中、规范化初中